# Capella dels Sastres (Porto)
La Capella dels Sastres o de Nostra Senyora d'Agost (en portuguès: Capela dos Alfaiates ou de Nossa Senhora de Agosto) és una capella situada a la ciutat de Porto, a Portugal. Té com a principal interès el fet de marcar, al Nord de Portugal, la transició de l'estil arquitectònic gòtic tardà cap a noves formulacions manieristes d'inspiració flamenca. Fou classificada com a Monument Nacional el 1927. Està inclosa dintre del conjunt del centre històric de Porto, classificat com a Patrimoni de la Humanitat per la UNESCO des del 1996.

## Història
Sant Bon Home i Nostra Senyora d'Agost foren els patrons i protectors de la Confraria dels Sastres i la imatge de la segona era venerada, a principis del segle xvi, al primer pis d'una casa al costat de la Catedral, que tenia a la seva planta baixa, el graner del canonge.
El 1554, s'inicià la construcció d'una nova capella davant de la façana principal de la Seu de Porto, en un edifici cedit a la confraria pel bisbe Rodrigo Pinheiro. Onze anys més tard, només havien estat aixecades les parets, però, amb l'empenta del prelat, la germandat contractà el mestre d'obres Manuel Luís perquè acabés el temple.
El 1853, hi hagué obres de millora, promogudes per l'Associació dels Sastres. El 1935 fou expropiada per l'Ajuntament de Porto i desmuntada el 1936 per a fer l'obertura de la plaça davant de la Seu. El 1953 fou reedificada a la seva actual ubicació, al Largo do Actor Dias. A la mateixa època van ser restaurats, pel pintor Abel de Moura, els panells de l'altar.

## Arquitectura i Art
La capella, de planta rectangular, obre cap a l'exterior per un portal flanquejat per dues columnes corínties estriades, recolzades sobre pedestals. El portal està rematat per una fornícula amb decoració flamenca que abriga la imatge de fang de Nostra Senyora d'Agost, obra de Manuel Luís. L'edifici està precedit per un pati envoltat per una tanca de ferro.
Les façanes laterals, sense cap element decoratiu, posseeixen tan sols una finestra a la part superior.
A l'interior del temple, il·luminat pel gran finestral de la façana principal, la volta elevada sobre l'espai quadrat de la nau és de creueria gòtica tardana, mostrant ja, motius ornamentals manieristes. Un arc de creuer de mig punt, recolzat en pilastres jòniques, separa la nau de l'altar. Aquest està cobert per una petita volta de canó amb dos trams formats per cassetons de granit que arrenquen de mènsules clàssiques.
El retaule de l'altar, també manierista, es divideix en vuit panells que representes escenes de la vida de la Verge i que, iconogràficament, respecten les prescripcions del Concili de Trento, divulgades a Portugal a partir del 1580 a través de les Constituições Sinodais. Les pintures són atribuïdes a Francisco Correia i els seus col·laboradors i foren executades, probablement, entre el 1590 i el 1600. Les taules representen l'Anunciació, l'Adoració dels pastors, l'Adoració dels Reis Màgics, l'Assumpció de la Verge, el Nen Jesús entre els doctors, la Coronació de la Verge, la Visita de Santa Isabel i la Fuga cap a Egipte.
Al centre, la imatge calcària de Nostra Senyora d'Agost, més antiga, mostra influències de la imatgeria nord-europea. La imatge de sant Bon Home, patró dels sastres, està col·locada a la dreta de l'altar.